# Чучкалы (озеро)
Чучкалы — бессточное солёное озеро в северо-восточной части Красноармейского района Челябинской области. Озеро местами сильно заболоченное, окружено березовыми перелесками, высота озера над уровнем моря 190 м. Дно озера песчаное, солёность 3960—4270 мг/л.
С татаро-башкирского в переводе означает «место, где водятся кабаны». Расположено на перекрестке древних путей в Бухару. Считается одним из самых целебных водоемов района благодаря своим лечебным грязям. В настоящее время окрестности озера застраиваются.